# لاسکوویتس (استان اوپوله)
لاسکوویتس (به لاتین: Laskowiec) یک روستا در لهستان است که در گمینا بیاوا (استان اوپوله) واقع شده‌است.